# Tipula (Hesperotipula) derbyi
Tipula (Hesperotipula) derbyi is een tweevleugelige uit de familie langpootmuggen (Tipulidae). De soort komt voor in het Nearctisch gebied.